# Agabus regimbarti
Agabus regimbarti är en skalbaggsart som beskrevs av Zaitzev 1906. Agabus regimbarti ingår i släktet Agabus och familjen dykare. Inga underarter finns listade i Catalogue of Life.